# Gió Sundowner
Gió Sundowner là một cơn gió ngoài khơi phía bắc ở Santa Barbara, California. Nó xảy ra khi một vùng có áp suất cao ở ngay phía bắc của khu vực bờ biển có xu hướng thổi từ phía đông sang tây. Điều này trái ngược với dòng chảy trên bờ biển. Gió thổi với lực mạnh nhất khi độ dốc áp lực vuông góc với trục của dãy núi Santa Ynez, nằm ngay sau Santa Barbara. Những cơn gió này thường xảy ra trước gió Santa Ana một hoặc hai ngày, vì việc các khu vực áp suất cao di chuyển về phía đông là điều bình thường, khiến cho áp suất chuyển sang phía đông bắc.
Gió Sundowner đặc biệt nguy hiểm trong mùa cháy rừng vì không khí nóng lên và khô dần khi nó rơi từ trên núi xuống biển. Gió nóng, gió khô có thể khiến việc chữa cháy là không thể. Gió Sundowner nhanh chóng thổi một ngọn lửa từ những ngọn núi qua các khu vực đông dân cư và băng qua Quốc lộ 101 vào Nông trại Hope trong trận hỏa hoạn năm 1990. Thời kỳ khốc liệt nhất của sự hủy diệt của Lửa Jesusita là do những cơn Gió Sundowner. Ngọn lửa Sherpa đã tăng lên 4,000 mẫu Anh (1,619 ha) qua đêm do Gió Sundowner, phá hủy hệ thống nước cho Bãi biển bang El Capitán vào đầu mùa cháy năm 2016.
Từ nguyên học của gió Sundowner không rõ, nhưng nó có thể lấy được từ tiếng Tây Ban Nha là Zonda, hoặc từ tiếng Ả Rập là Arabic simoom, đó là cả hai hiện tượng gió tương tự.. Nó cũng thường là trường hợp gió Sundowner bắt đầu vào buổi tối ngay khi hoàng hôn, khi gió biển trên bờ dịu đi, và các dòng chảy ngoài khơi, chẳng hạn như mặt trời lặn, đón gió.